# Belle et Bum
Belle et Bum est une émission de télévision québécoise de performances musicales diffusée depuis le 20 septembre 2003 à Télé-Québec. L'émission était enregistrée devant public au National, jusqu'en mars 2020. Après 2 ans de pandémie et d'enregistrement sans public, le public a fait son retour au théâtre pour terminer la 20e saison en janvier 2023.
Unique en son genre, Belle et Bum demeure la seule émission du paysage télévisuel québécois où  les styles musicaux se mélangent autant et où artistes de la relève côtoient les grands noms de la chanson québécoise.

## Description
Citation de l’animateur Normand Brathwaite :
« Souvent, on prend des gens dont c’est la première apparition télé. La matière première du show, c’est la musique. À Belle et Bum, on reçoit des invités qu’on ne voit nulle part ailleurs. C’est une émission très importante dans notre paysage télévisuel ».
En 2022-2023, Belle et Bum en était à sa 20e saison, avec plus de 467 émissions au compteur. Un record en ondes pour une émission musicale à la télévision. Le 16 novembre 2024 sera diffusé le 500e épisode de la série.
Les émissions des huit premières saisons (de septembre 2003 à mars 2011) étaient enregistrées en direct du Théâtre Plaza sur la rue Saint-Hubert à Montréal. Depuis la saison 9, l’émission est enregistrée au National (septembre 2011 à maintenant) sur la rue Sainte-Catherine à Montréal.
L’émission était diffusée en direct de la saison 1 à 12. L’émission est maintenant enregistrée en formule live to tape devant public.

## Animation

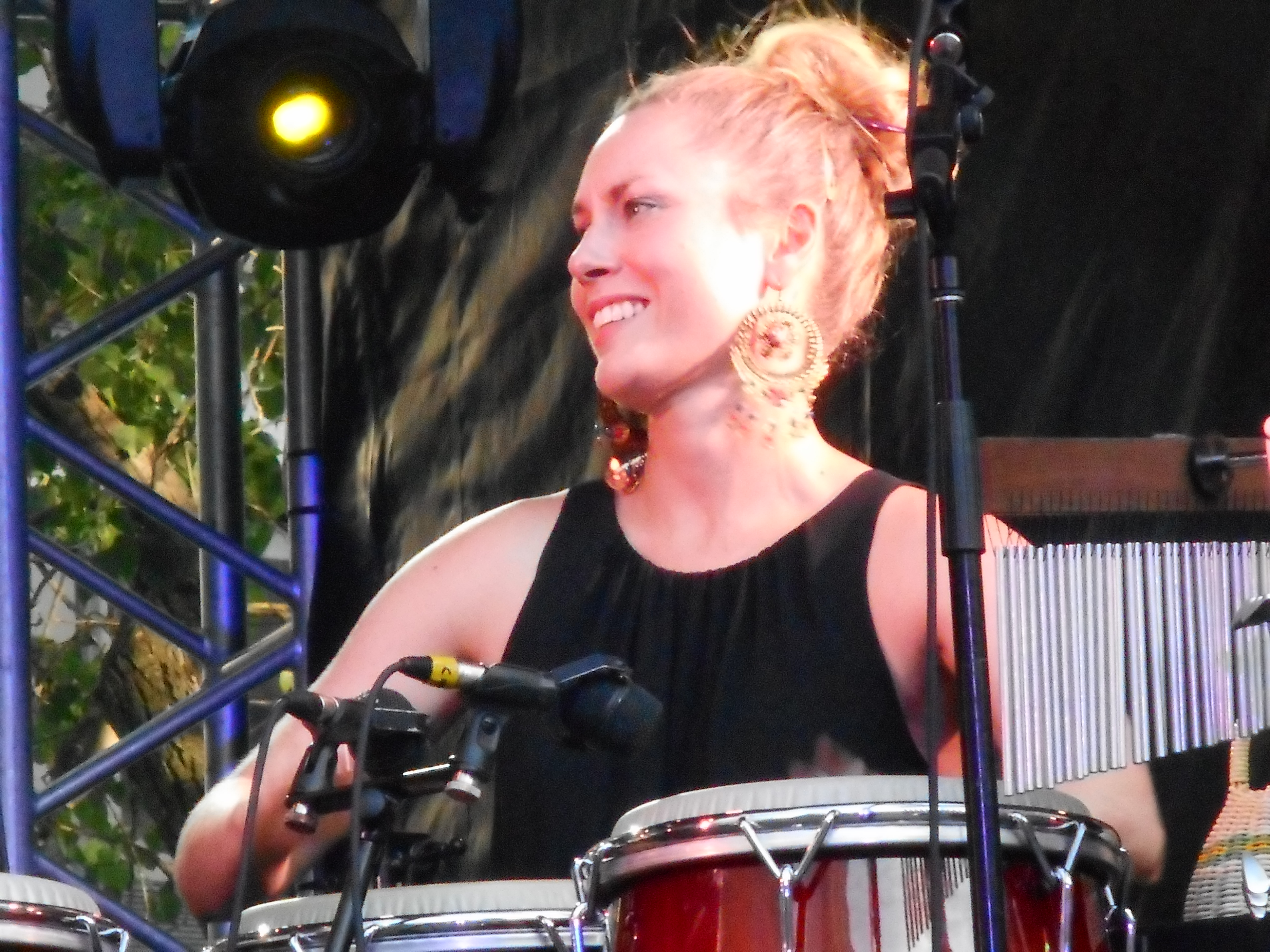
Mélissa Lavergne

L'émission est animée par Normand Brathwaite depuis 2003. Au fil des saisons, plusieurs coanimatrices ont laissé leur marque : Sophie Durocher (2003), Roxane St-Gelais (2003-2004), Claudine Prévost (2004-2008), Geneviève Borne (2008-2016) et Mélissa Lavergne (2016-2023).
En février 2023, après vingt ans sur la scène de Belle et Bum comme musicienne puis animatrice, Mélissa Lavergne annonce son départ de l'émission dans une publication Facebook.
Le 12 mai 2023, Télé-Québec annonce une nouvelle formule de coanimation. Pour la 21e saison, Normand Brathwaite est entouré de trois coanimatrices en alternance : Fabiola N. Aladin, Marie-Josée Gauvin et Lunou Zucchini. 
Pour sa 300e, Belle et Bum a réuni toutes les Belles autour du piano.
Lors de la 426e émission, la ministre Chantal Rouleau a remis à Normand Brathwaite la Médaille de l’Assemblée nationale pour souligner son engagement envers les femmes en musique, à qui il a toujours fait une place de choix à travers les années.
Pour l’occasion, l’équipe de l’émission lui a réservé une belle surprise avec un numéro d’ouverture spécial lors duquel plusieurs femmes et anciennes collaboratrices de Belle et Bum lui ont interprété deux chansons parmi ses préférées.

## Le band
Les artistes invités issus de tous les styles musicaux sont accompagnés par l’orchestre des meilleurs musiciens et musiciennes au monde ainsi que plusieurs musiciens invités, tous sous la direction de Amélie Mandeville.
Orchestre maison actuel :
- Amélie Mandeville, directrice musicale et bassiste (depuis 2023)
- Jean-François Beaudet, guitariste
- Liu-Kong Ha, percussionniste
- Camille Gélinas, claviériste
- Emmanuelle Caplette, batteuse
- Karine Pion, choriste
- Normand Brathwaite, multi-instrumentiste

Anciens membres de l’orchestre :
- Mélissa Lavergne, percussionniste (2003-2023)
- Marie-Josée Frigon, saxophoniste (2003-2023)
- Jean-François Gagnon, trompettiste (2003-2023)
- Simon Godin, guitariste et directeur musical (jusqu'en 2023)
- Philippe Godin, bassiste (jusqu'en 2023)
- Julie Lamontagne, pianiste et directrice musicale (jusqu'en 2020)
- Anthony Albino, batteur (2003-2020)
- Pierre Grimard, claviériste (jusqu'en 2021)
- Jean-Bertrand Carbou, bassiste (jusqu'en 2020)
- Luc Boivin, percussionniste et directeur musical : 2003-2015
- Nadine Turbide, pianiste et choriste : 2003-2012
- Jean-François Lemieux, bassiste : 2003-2007
- Sylvie Desgroseillers, chanteuse et choriste : 2003-2005
- Geneviève Jodoin, chanteuse et choriste : 2005-2012
- Pilou, chanteur et choriste : 2010-2011
- Stéphanie Bédard, chanteuse et choriste : 2011-2014
- Vincent Réhel, pianiste : 2012-2013

## Formule
La première partie de l’émission est constituée de performances musicales endiablés et/ou émouvantes, entremêlés de présentations des animateurs. Puis, au milieu de l’émission, on passe à une atmosphère détendue et intime avec le Bum à gogo. Lors de ce segment acoustique, l’invité discute avec l’animateur Normand Brathwaite et il interprète des extraits de chansons qu’il aime particulièrement. On découvre alors des facettes parfois surprenantes, parfois cocasses de l'univers musical des invités. Enfin, on retourne aux performances musicales pour clore l’émission.
Autre segment ou concept ponctuel :
Carte Blanche : Un artiste donne sa couleur à une émission qui lui est consacrée. Il peut inviter des amis musiciens ou des artistes de la relève qu’il désire faire connaître, ou une idole avec qui il a toujours rêvé de partager la scène. Ensemble, ou en solo, ils interprètent leurs chansons, ou reprennent des classiques qui les inspirent.
Des cartes blanches marquantes : Luc Plamondon, Jim Corcoran, Diane Dufresne, Cœur de pirate, Les Sœurs Boulay, Patrice Michaud, Klô Pelgag et Ariane Moffatt, entre autres.
Anciens segments :
Nos Trésors : Des textes de la chanson québécoise sont réinterprétés différemment de leur version originale, dans le but de souligner la diversité et l'inclusion.
Piano cadeau : Geneviève Jodoin a offert une centaine de chansons à autant d’invités, tous émus et ravis. Un moment particulièrement marquant est lorsque Geneviève a offert la chanson Hallelujah de Leonard Cohen à la comédienne Anne-Marie Cadieux.
Chanson vinyle : Durant la huitième saison, Pilou a interprété à chaque semaine un classique rock des grandes années du vinyle. On se souviendra de son interprétation du succès Bohemian Rhaspsody ! Stéphanie Bédard a repris le relais de la chanson vinyle avec brio à la neuvième saison de l’émission.
Chanson théâtre : 
Pendant les deux premières saisons, chaque semaine, un metteur en scène différent était invité à mettre en scène une chanson. On se souvient encore de l’audacieuse performance de Pascale Montpetit sur une reprise de Juliette Gréco mise en scène par Lorraine Pintal. 
Concours : Il y a eu plusieurs concours ouverts au grand public à travers les années : Générations en chansons (2021-2022), Le rythme dans le sang (2018-2019), À ta façon (2016-2017), Fais partie du band (2015-2016), Un air de chez nous (2014-2015) Quand ta chanson dit bonjour aux montagnes (2013-2014), Band de garage (2012-2013), À fond la caisse (2011-2012), Je joue de la guitare (2010-2011)…

Épisodes hors-série : L'orchestre de Belle et Bum et les animateurs de l'émission participent aussi à des événements sur différentes scènes du Québec. Par exemple, Belle et Bum présente des spectacles spéciaux le tels qu'une parution au Festival d'été de Québec en 2017 (avec Claude Dubois, Éric Lapointe, DJ Champion, Patrice Michaud, Marie-Pierre Arthur, Élage Diouf, Yann Perreau et Beyries) et en 2018 pour un concert spécial célébrant le Québec et l’Acadie (avec Zachary Richard, Jean-François Breau, Radio Radio, Émile Bilodeau, Fred Fortin, Guylaine Tanguay, Les Hay Babies, Gabriel Robichaud et David Goudreault), un concert au 25e FestiVoix de Trois-Rivières en 2018 (avec Yann Perreau, Koriass, Les Deuxluxes, Bruno Pelletier, Vincent Vallières, Alexe, Serena Ryder, Daniel Lavoie, France D’Amour, Ilam et Steve Hill) et une parution au Festival de montgolfières de Gatineau en 2019 pour célébrer les 50 ans d'Éric Lapointe (avec Éric Lapointe, Isabelle Boulay, Marc Hervieux, Luce Dufault, Mélissa Bédard, Stéphanie St-Jean, Rick Pagano et Stéphane Dufour).

## Fiche descriptive
- Nom de l'émission : Belle et Bum

- Quelques artistes internationaux qui sont venus à l'émission : Julien Clerc, Pomme, Tiken Jah Fakoly, Maurane, Melissa Auf Der Maur, Basia Bulat, Ben l’Oncle Soul, Patrick Bruel, Francis Cabrel, Johnny Clegg, Adam Cohen, Dennis DeYoung, Lou Doillon, Lulu Gainsbourg, Chilly Gonzales[9], Heymoonshaker, Oliver Jones, Patricia Kaas, Philippe Katerine, Angélique Kidjo[10], Loreena McKennitt[11], The Barr Brothers, David Usher, Vance Joy, Martha Wainwright, Rufus Wainwright, Charlie Winston[12], X Ambassadors, Francesco Yates, Yoav, Harry Manx, Chubby Checker[13].
- Catégorie : Divertissement, Musique